# Ким Ю Хён
Ким Ю Хён (кор. 김유현; род. 13 июля 1961 года) — корейский боксёр, представитель тяжёлой весовой категории. Выступал за сборную Южной Кореи по боксу на всём протяжении 1980-х годов, чемпион Азиатских игр, участник чемпионата мира в Рино и летних Олимпийских игр в Сеуле.

## Биография
Ким Ю Хён родился 13 июля 1961 года.
В 1981 году вошёл в основной состав южнокорейской национальной сборной и выступил на Кубке мира в Монреале, где на стадии четвертьфиналов был остановлен колумбийцем Луисом Кинтаной.
В 1984 году дошёл до четвертьфинала на Кубке короля в Бангкоке, проиграв по очкам кенийцу Джеймсу Омонди.
Наибольшего успеха в своей спортивной карьере добился в сезоне 1986 года, когда завоевал золотую медаль в тяжёлом весе на домашних Азиатских играх в Сеуле. Также в этом сезоне боксировал на чемпионате мира в Рино, но уже на предварительном этапе уступил представителю Эквадора Луису Кастильо.
Благодаря череде удачных выступлений Ким удостоился права защищать честь страны на домашних летних Олимпийских играх 1988 года в Сеуле — в категории свыше 91 кг благополучно прошёл первого соперника по турнирной сетке, тогда как во втором четвертьфинальном бою со счётом 0:5 потерпел поражение от советского боксёра Александра Мирошниченко. Вскоре по окончании Олимпиады принял решение завершить спортивную карьеру.